# フランシス・フォーブズ (第15代フォーブズ卿)
第15代フォーブズ卿フランシス・フォーブズ（英語: Francis Forbes, 15th Lord Forbes、1721年12月19日 – 1734年8月5日）は、スコットランド貴族。

## 生涯
とドロシー・デイル（Dorothy Dale、1777年10月29日没、ウィリアム・デイルの娘）の息子として、1721年12月19日に生まれ、1722年1月13日にチェルシーで洗礼を受けた。
1730年6月26日に父が死去すると、フォーブズ卿の爵位を継承した。
1734年8月5日にチェルシーで死去、8日に同地で埋葬された。叔父ジェームズが爵位を継承した。